# Kodenavn
Et kodenavn, også kaldet dæknavn, er et navn der dækker over et projekt, der enten skal holdes hemmeligt eller ikke skal ønskes offentliggøres indtil det har nået et bestemt stadie.
| Sprog | Spire Denne artikel om sprog er en spire som bør udbygges. Du er velkommen til at hjælpe Wikipedia ved at udvide den. |